# Gmina Grabica
Gmina Grabica là một gmina nông thôn (khu hành chính) ở quận Piotrków, Łódź Voivodeship, ở miền trung Ba Lan.  Khu vực hành chính của nó là làng Grabica, nằm khoảng 15 kilômét (9 mi) về phía tây bắc của Piotrków Trybunalski và 33 km (21 mi) về phía nam thủ phủ khu vực Łódź.
Gmina có diện tích 127,24 kilômét vuông (49,1 dặm vuông Anh)  và tính đến năm 2006, tổng dân số của nó là 6.087 người.

## Làng
Gmina Grabica chứa các làng và các khu định cư như Boryszów, Brzoza, Cisowa, Doły Brzeskie, Dziewuliny, Dziwle, Grabica, Gutów Duży, Gutów Maly, Kafar, Kamocin, Kamocinek, Kobyłki Duże, Kociołki, Krzepczów, Lubanów, Lubonia, Lutosławice Rządowe, Lutosławice Szlacheckie, Majdany, Majków Maly, Majków Średni, Majków-Folwark, Maleniec, Olendry, Ostrów, Papieże, Polesie, Rusociny, Szydłów, Szydłów-Kolonia, Twardosławice, Władysławów, Wola Bykowska, Wola Kamocka, Zaborów, Żądło, Żeronie và Żychlin.

## Gmina lân cận
Gmina Grabica giáp với thành phố Piotrków Trybunalski và với các gmina khác như Bełchatów, Dłutów, Drużbice, Moszczenica, Tuszyn và Wola Krzysztoporska.